# Gustavo Schiavolin
Gustavo Franchin Schiavolin, mais conhecido como Gustavo Schiavolin, ou simplesmente Gustavo (Campinas, 19 de fevereiro de 1982), é um ex-futebolista brasileiro que atuava como zagueiro e volante. Hoje é auxiliar técnico no Guarani

## Carreira

### Guarani e Levski Sofia
Formado nas categorias de base do Guarani, permaneceu no time até o fim do 1º semestre de 2001, se transferindo para o Levski Sofia. No futebol búlgaro foi campeão nacional no ano seguinte.

### Dínamo de Moscow e Goiás
Em 2003 se transferiu para o futebol russo, indo jogar no Dínamo de Moscow, porém não conseguiu se adaptar na equipe e ficou apenas meia temporada. No mesmo ano foi para o Goiás onde também não conseguiu ter muitas oportunidades.

### Ponte Preta e CRB
No ano de 2004 foi contratado pela Ponte Preta onde chegou com o time nas quartas de finais do Campeonato Paulista, e no Campeonato Brasileiro fez uma boa campanha terminando em 10º lugar. Já em 2005 foi contratado pelo CRB para disputar o Campeonato Brasileiro Série B.

### Paraná
Em 2006 foi contratado pelo técnico Caio Júnior junto ao Paraná, onde teve a sua melhor experiencia até então na sua carreira profissional, sendo campeão estadual e conseguindo uma inédita vaga na Copa Libertadores da América terminando em quinto lugar no Campeonato Brasileiro. Voltou ao Paraná em 2014.

### Palmeiras
No ano de 2007, após a ida de Caio Júnior ao Palmeiras, foi contratado pela equipe, onde logo se firmou como titular e começou a ganhar confiança da torcida. No ano seguinte foi campeão paulista, e era considerado peça fundamental no time até meados do 2º semestre, onde o então técnico Vanderlei Luxemburgo o colou no banco de reservas e no seu lugar entrou o contestado zagueiro Jeci, isso gerou revolta em parte da torcida palmeirense. 

### Cruzeiro
No ano de 2009 perdeu espaço no time, e se transferiu para o Cruzeiro no dia 29 de Janeiro. Na equipe mineira, fez 7 jogos pelo campeonato estadual onde também conquistou o título, e fez somente duas partidas na campeonato nacional pois, no dia 14 de Junho sofreu uma grave lesão em uma partida contra seu ex-time, o Palmeiras, e isso o levou a perder o resto da temporada.

### Vasco
No final de 2009, Gustavo foi emprestado para o Vasco da Gama para a temporada de 2010.

### Lecce
No dia 28 de julho de 2010 o Lecce da Itália confirmou que contratara o zagueiro. 

### Botafogo
Após uma boa temporada na Itália, foi contratado pelo Botafogo de Futebol e Regatas no dia 1 de Julho de 2011.

### Portuguesa
No início de 2012, Gustavo acertou sua transferência para a Portuguesa. Após ter problemas no início do ano com o então técnico do clube, Jorginho, e ficar afastado do elenco durante todo o Paulistão 2012, Gustavo ganhou espaço com a chegada de Geninho e foi titular durante todo o Brasileirão 2012. Porém mesmo após fazer boa campanha com o clube e conquistar o respeito da torcida rubro-verde, o jogador não renovou seu contrato para a temporada 2013.

### Qingdao Jonoon
Em 2013, acertou com o Qingdao Jonoon, da China.

### Paraná Clube
No inicio de 2014 acertou seu retorno ao Paraná, clube que já havia defendido em 2006, depois de uma temporada no Qingdao Jonoon, da China

### Atlético Paranaense
Em setembro de 2014 acertou com o Atlético Paranaense, entrando em acordo com a diretoria do Paraná Clube e rescindindo seu contrato após ter vários problemas com salários atrasados. Também levou em conta o desejo de voltar a jogar a serie A do campeonato brasileiro, apesar de se tratar de um clube rival. Por parte do Atlético, veio para suprir uma carência do grupo, que perdeu seu principal zagueiro no mesmo ano e tinha a pior defesa do brasileirão no momento de sua contratação.

## Títulos
Levski Sofia
- Campeonato Búlgaro: 2002

Paraná
- Campeonato Paranaense: 2006

Palmeiras
- Campeonato Paulista: 2008

Cruzeiro
- Campeonato Mineiro: 2009

Avaí
- Taça Atlético Nacional de Medellín (turno do Campeonato Catarinense especial 2017): 2017
- Vice-Campeonato Catarinense: 2017

### Outras Conquistas
Portuguesa
- Troféu Sócrates: 2012[8]